# 5657 Groombridge
5657 Groombridge eller 1936 QE1 är en asteroid i huvudbältet, som upptäcktes 28 augusti 1936 av den tyske astronomen Karl Wilhelm Reinmuth i Heidelberg. Den har fått sitt namn efter den brittiske astronomen Stephen Groombridge.
Asteroiden har en diameter på ungefär 7 kilometer och den tillhör asteroidgruppen Eunomia.